# Valenciennea longipinnis
Valenciennea longipinnis és una espècie de peix de la família dels gòbids i de l'ordre dels perciformes.

## Morfologia
- Els mascles poden assolir 18 cm de longitud total.[1][2]

## Reproducció
És monògam.

## Alimentació
Menja petits invertebrats, com ara copèpodes, amfípodes, ostracodes, nematodes i foraminífers.

## Depredadors
A Austràlia és depredat per Plectropomus leopardus.

## Hàbitat
És un peix marí, de clima tropical (22 °C–27 °C) i associat als esculls de corall que viu entre 2-30 m de fondària.

## Distribució geogràfica
Es troba a l'Índic i l'oest del Pacífic.

## Observacions
És inofensiu per als humans.